# タイソン・バルセロス・フレダ
タイソン・バルセロス・フレダ（Taison Barcellos Freda、1988年1月13日 - ）は、ブラジル・リオグランデ・ド・スル州ペロタス出身のサッカー選手。PAOKテッサロニキ所属。元ブラジル代表。ポジションはミッドフィールダー。

## 経歴

### クラブ
2004年にSCインテルナシオナルのユースチームでキャリアをスタートさせると、すぐにユースで活躍し、クラブで最も有望な選手の一人となった。2009年のカンピオナート・ガウショでは15ゴールを挙げてニウマールらと一緒に活躍し、世界の新星の一人としての地位を確立した。クラブもSERカシアス・ド・スルに8-1で勝利し、優勝を果たした。カンピオナート・ブラジレイロでも2010年に優勝し、コパ・リベルタドーレスでもCDグアダラハラとの決勝に2戦とも先発出場し、優勝に貢献した。
SSCナポリやVfLヴォルフスブルクなどが興味を示したが、2010年8月25日にウクライナのFCメタリスト・ハルキウに移籍した。移籍金は約600万ユーロ。ウクライナでは輝かしいスタートを切り、ウィリアンらを抑えて最高の新加入選手と評価された。2012年11月、UEFAヨーロッパリーグのローゼンボリBK戦では、マルコ・ファン・バステンのようなボレーシュートでゴールを挙げた。
2013年1月1日、FCシャフタール・ドネツクに5年契約で移籍した。移籍金は約1240万ポンド。2月13日、UEFAチャンピオンズリーグのボルシア・ドルトムント戦で移籍後初出場を果たした。5月19日、FCメタルルフ・ザポリージャ戦では、92分に移籍後初得点となる同点ゴールを挙げてこの試合のマン・オブ・ザ・マッチに選出された。2012-13シーズンのウクライナ・カップ決勝のFCチョルノモレツ・オデッサ戦でもゴールを挙げて優勝に貢献した。7月10日、ウクライナ・スーパーカップも制した。2017年5月25日、クラブと4年間の新契約を締結した。2019年11月には、人種差別チャントを受けて、それに対してスタンドにボールを蹴り込み中指を立てたことで退場処分を受け、1試合の出場停止処分を受けた。
2021年4月16日、インテルナシオナルに復帰した。

### 代表
ウクライナ代表監督のミハイロ・フォメンコは、インタビューでタイソンがウクライナに帰化する可能性があると語っていた。タイソンも、ウクライナ代表の招集を受け入れる可能性を示唆していた。しかし、2016年8月22日、ブラジル代表監督に就任したチッチ監督によりブラジル代表に招集された。9月6日のワールドカップ予選・コロンビア戦で代表デビュー。2017年6月13日のオーストラリアとの親善試合で代表初得点を挙げた。
2018年5月、2018 FIFAワールドカップの代表メンバーに選出された。

## 個人成績

### クラブ
2020年8月15日現在
| クラブ                 | 年度       | リーグ戦             | リーグ戦 | リーグ戦 | カップ戦 | カップ戦 | 国際大会 | 国際大会 | その他 | その他 | 通算 | 通算 |
| クラブ                 | 年度       | リーグ               | 出場     | 得点     | 出場     | 得点     | 出場     | 得点     | 出場   | 得点   | 出場 | 得点 |
| ---------------------- | ---------- | -------------------- | -------- | -------- | -------- | -------- | -------- | -------- | ------ | ------ | ---- | ---- |
| インテルナシオナル     | 2008       | セリエA              | 30       | 2        | -        | -        | 9        | 0        | -      | -      | 39   | 2    |
| インテルナシオナル     | 2009       | セリエA              | 28       | 4        | 12       | 7        | 4        | 0        | 19     | 15     | 63   | 26   |
| インテルナシオナル     | 2010       | セリエA              | 11       | 3        | -        | -        | 11       | 0        | 14     | 4      | 36   | 7    |
| クラブ通算             | クラブ通算 | クラブ通算           | 69       | 9        | 12       | 7        | 24       | 0        | 33     | 19     | 138  | 35   |
| メタリスト・ハルキウ   | 2010-11    | ウクライナ・プレミア | 21       | 8        | 0        | 0        | 6        | 1        | 0      | 0      | 27   | 9    |
| メタリスト・ハルキウ   | 2011-12    | ウクライナ・プレミア | 23       | 2        | 0        | 0        | 13       | 5        | 0      | 0      | 36   | 7    |
| メタリスト・ハルキウ   | 2012-13    | ウクライナ・プレミア | 13       | 3        | 1        | 0        | 6        | 1        | 0      | 0      | 20   | 4    |
| クラブ通算             | クラブ通算 | クラブ通算           | 57       | 13       | 1        | 0        | 25       | 7        | 0      | 0      | 83   | 20   |
| シャフタール・ドネツク | 2012-13    | ウクライナ・プレミア | 11       | 2        | 3        | 1        | 2        | 0        | 0      | 0      | 16   | 3    |
| シャフタール・ドネツク | 2013-14    | ウクライナ・プレミア | 19       | 1        | 4        | 1        | 8        | 1        | 1      | 1      | 32   | 4    |
| シャフタール・ドネツク | 2014-15    | ウクライナ・プレミア | 21       | 4        | 6        | 0        | 8        | 0        | 1      | 0      | 36   | 4    |
| シャフタール・ドネツク | 2015-16    | ウクライナ・プレミア | 18       | 6        | 6        | 1        | 17       | 1        | 1      | 0      | 42   | 8    |
| シャフタール・ドネツク | 2016-17    | ウクライナ・プレミア | 24       | 5        | 3        | 1        | 12       | 4        | 1      | 0      | 40   | 10   |
| シャフタール・ドネツク | 2017-18    | ウクライナ・プレミア | 24       | 4        | 3        | 2        | 8        | 1        | 1      | 0      | 36   | 7    |
| シャフタール・ドネツク | 2018-19    | ウクライナ・プレミア | 25       | 3        | 3        | 0        | 7        | 3        | 0      | 0      | 35   | 6    |
| シャフタール・ドネツク | 2019-20    | ウクライナ・プレミア | 25       | 10       | 1        | 0        | 10       | 1        | 1      | 0      | 37   | 11   |
| クラブ通算             | クラブ通算 | クラブ通算           | 167      | 35       | 29       | 6        | 72       | 11       | 6      | 1      | 274  | 53   |
| 総通算                 | 総通算     | 総通算               | 293      | 57       | 42       | 13       | 121      | 18       | 39     | 20     | 495  | 108  |

## 代表歴

### 出場大会
- ブラジル代表
  - 2018 FIFAワールドカップ

### 試合数
- 国際Aマッチ 8試合 1得点（2016年-2018年）[18]

| ブラジル代表 | 国際Aマッチ | 国際Aマッチ |
| 年           | 出場        | 得点        |
| ------------ | ----------- | ----------- |
| 2016         | 2           | 0           |
| 2017         | 3           | 1           |
| 2018         | 3           | 0           |
| 通算         | 8           | 1           |

### 得点
| 得点 | 年月日        | 場所                                           | 対戦相手       | スコア | 結果 | 大会     |
| ---- | ------------- | ---------------------------------------------- | -------------- | ------ | ---- | -------- |
| 1    | 2017年6月13日 | メルボルン・クリケット・グラウンド、メルボルン | オーストラリア | 3–0    | 4-0  | 親善試合 |

## タイトル

### クラブ
SCインテルナシオナル
- コパ・スダメリカーナ : 2008
- スルガ銀行チャンピオンシップ : 2009
- コパ・リベルタドーレス : 2010

FCシャフタール・ドネツク
- ウクライナ・プレミアリーグ : 2012-13, 2013-14, 2016-17, 2017-18, 2018-19, 2019-20
- ウクライナ・カップ : 2012-13, 2015-16, 2016-17, 2017-18, 2018-19
- ウクライナ・スーパーカップ : 2013, 2014, 2015, 2017